# Al-Nabigha al-Dhubyani
Ziyād ibn Muʿāwiya detto al-Nābigha al-Dhubyānī (in arabo النابغة الذبياني‎?; 535 – 604) è stato un poeta arabo, vissuto nell'ultima parte della jāhiliyya.
La sua tribù, i Banu Dhubyan, risiedeva nelle relative vicinanze di Mecca, ma Nābigha stesso passò la maggior parte del suo tempo nelle corti di al-Hīra e dei Ghassanidi. Fu anche alla corte lakhmide di al-Hīra sotto al-Mundhir III e sotto al-Nuʿmān III ma fu costretto a rifugiarsi nella corte ghassanide di al-Jābiya, a causa di alcuni versi oltraggiosi che aveva scritto sulla regina, pur tornandovi nuovamente nel 600. Quando al-Nuʿmān III morì, circa cinque anni dopo, tornò presso la sua tribù.

La data della sua morte è incerta, anche se sembra probabile che non abbia conosciuto alcunché dell'Islam. Le sue poesie consistono per la maggior parte di elegie e satire e riguardano la lotta di al-Ḥīra e dei Ghassanidi, dei Banu 'Abs e dei Banū Dhubyān.
Le sue poesie sono state pubblicate da Wilhelm Ahlwardt in Diwans of the six ancient Arabic Poets (Londra, 1870), e separatamente da Hartwig Derenbourg (Parigi, 1869, nuova edizione rispetto a quella proposta nel 1868 dalla rivista orientalistica Journal Asiatique).